# Longtown Castle

Longtown Castle, også kaldet Ewias Lacey Castle i tidlige kilder, er ruinen af en normannisk motte-and-bailey æstning i Longtown, Herefordshire, England. Den blev etableret i 1000-tallet af Walter de Lacy, der genbrugte nogle romerske jordvolde.
Borgen blev genfopørt i sten af Gilbert de Lacy efter 1148, der også etablerede den tilstødende by for at hjælpe med at betale for arbejdet. I 1300-tallet var Longtown Castle gået i forfald. På trods af at være blevet taget i brug igen under glyndwroprøret i 1403 blev den snart en ruin.
Den drives i dag af English Heritage, der driver den som turistattraktion. Det er et scheduled monument.